# Oberer Feldbergstollen im Deister
Der Obere Feldbergstollen im Deister ist ein als FFH-Gebiet gemeldetes und somit geschütztes Gelände in der niedersächsischen Region Hannover. Der frühere Bergwerksstollen liegt im Deister südwestlich von Wennigsen.

## Beschreibung
Im Deister wurden vor allem im 19. Jahrhundert zahlreiche Bergwerkstollen zum Abbau der dort vorkommenden Wealdenkohle angelegt. Einer davon war der Obere Feldbergstollen am Nordhang des Feldbergs.
Der Obere Feldbergstollen ist wegen der Nutzung als Winterquartier durch die Teichfledermaus geschützt. Weitere in der Veröffentlichung des Bundesamtes für Naturschutz hervorgehobene seltene Arten sind die Bechsteinfledermaus und das Große Mausohr.
Bei einer Zählung im Juni 2013 wurden mittels einer im Stollen installierten Lichtschranke vor allem  Fransenfledermäuse und Wasserfledermäuse, aber auch Bechsteinfledermäuse, Große Mausohren, Braune Langohren und Bartfledermäuse registriert.

## Weitere Stollen
Der Obere Feldbergstollen ist einer von mehreren als Fledermausquartier genutzten alten Bergwerkstollen in diesem Teil des Deisters. Der als Naturdenkmal geschützte König-Wilhelm-Stollen liegt gut zwei Kilometer nordnordwestlich nördlich des Schleifbachs, der als Baudenkmal geschützte Egestorfer Stollen etwa drei Kilometer nordwestlich im Stockbachtal.

## Belege
1. ↑  
Landschaftsrahmenplan der Region Hannover. Stand 2013. pdf; 16,4 MB. Region Hannover. Fachbereich Umwelt. Team Naturschutz 36.04, 36.05 AG Landschaftsrahmenplan, S. 511–514, abgerufen am 13. Mai 2015.
2. ↑  
Oberer Feldbergstollen im Deister. www.meine-umweltkarte-niedersachsen.de, archiviert vom Original am 20. Februar 2016; abgerufen am 20. Februar 2016.
3. ↑  
Wennigsen: Batman ist Opfer der Energiewende. Calenberger Online News, 25. Juli 2013, archiviert vom Original am 20. Februar 2016; abgerufen am 20. Februar 2016.